# گل نردبان یعقوب
الگو:Taxobox گلدان خالی
پلمونیوم کائرولئوم (نام علمی: Polemonium caeruleum) نام یک گونه از تیره گل‌آتشیان است.

## نگارخانه

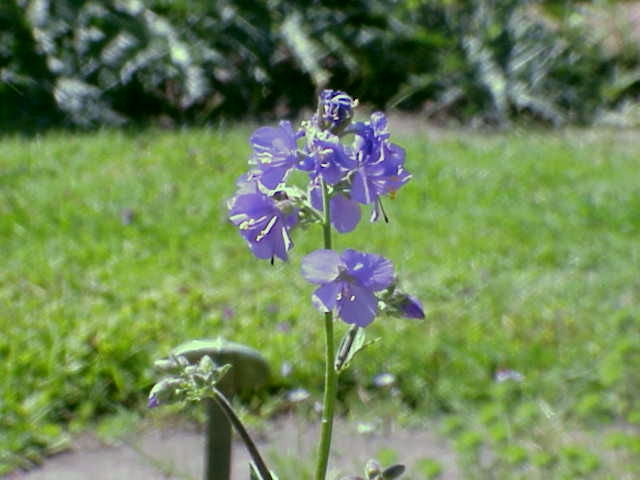
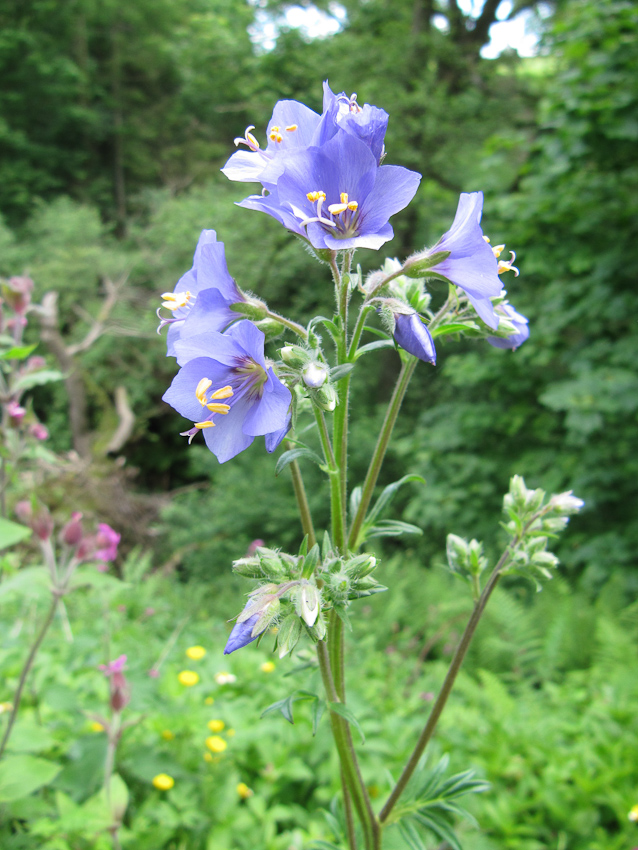
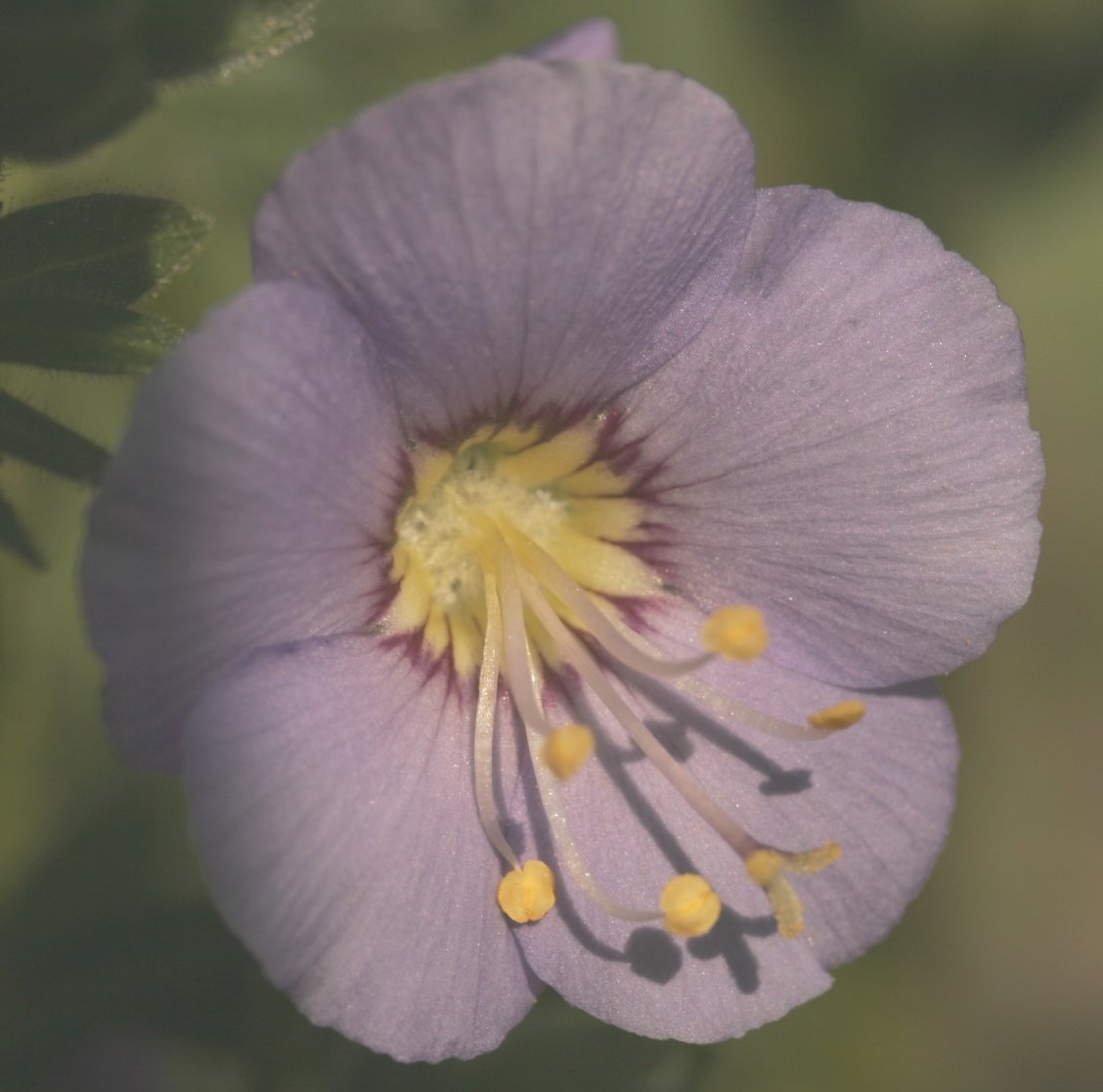
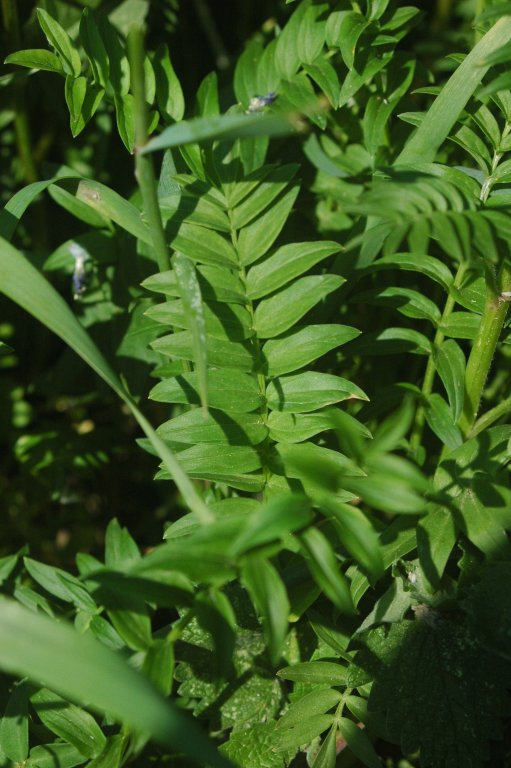